# Бишевиці (Великопольське воєводство)
Бишевиці (пол. Byszewice, нім. Bischwitz) — село в Польщі, у гміні Качори Пільського повіту Великопольського воєводства.
У 1975-1998 роках село належало до Пільського воєводства.